# Museo civico di Belriguardo
Il Museo civico del Belriguardo si trova nel comune di Voghiera all'interno della dimora estense Delizia di Belriguardo, che fu residenza estiva della famiglia ferrarese dal 1435 fino al 1597. Il museo fu istituito ufficialmente nel 2001: comprende quattro sezioni espositive e spazi dedicati alle attività didattiche.

## Sede
Il museo nacque a Voghenza in prossimità dell'area archeologica, grazie al desiderio e alla passione di Renzo Cirelli, medico pediatra, per tutti Al Dutòr, che con tre amici, Don Primo Cristofori, Luigi Randoli e Vincenzo Maielli, riuscì a raccogliere i primi reperti con l'autorizzazione della sovrintendenza, aprendo il primo antiquarium espositivo. Nel 1994 la sede venne trasferita nella locazione attuale diventando museo civico dal 2001. Nel 2006 il museo venne ampliato grazie all'intervento di Fede Berti, funzionario della Sovrintendenza. Nel 2013 venne elaborato un nuovo percorso espositivo con l'ausilio dell'archeologo della Sovrintendenza Archeologia dell’Emilia-Romagna, Valentino Nizzo.
Nelle diverse sale sono raccolti reperti sia di epoca romana che bizantina, affreschi rinascimentali nonché opere e raccolte d'arte moderna.

## Sale espositive

### Sezione archeologica

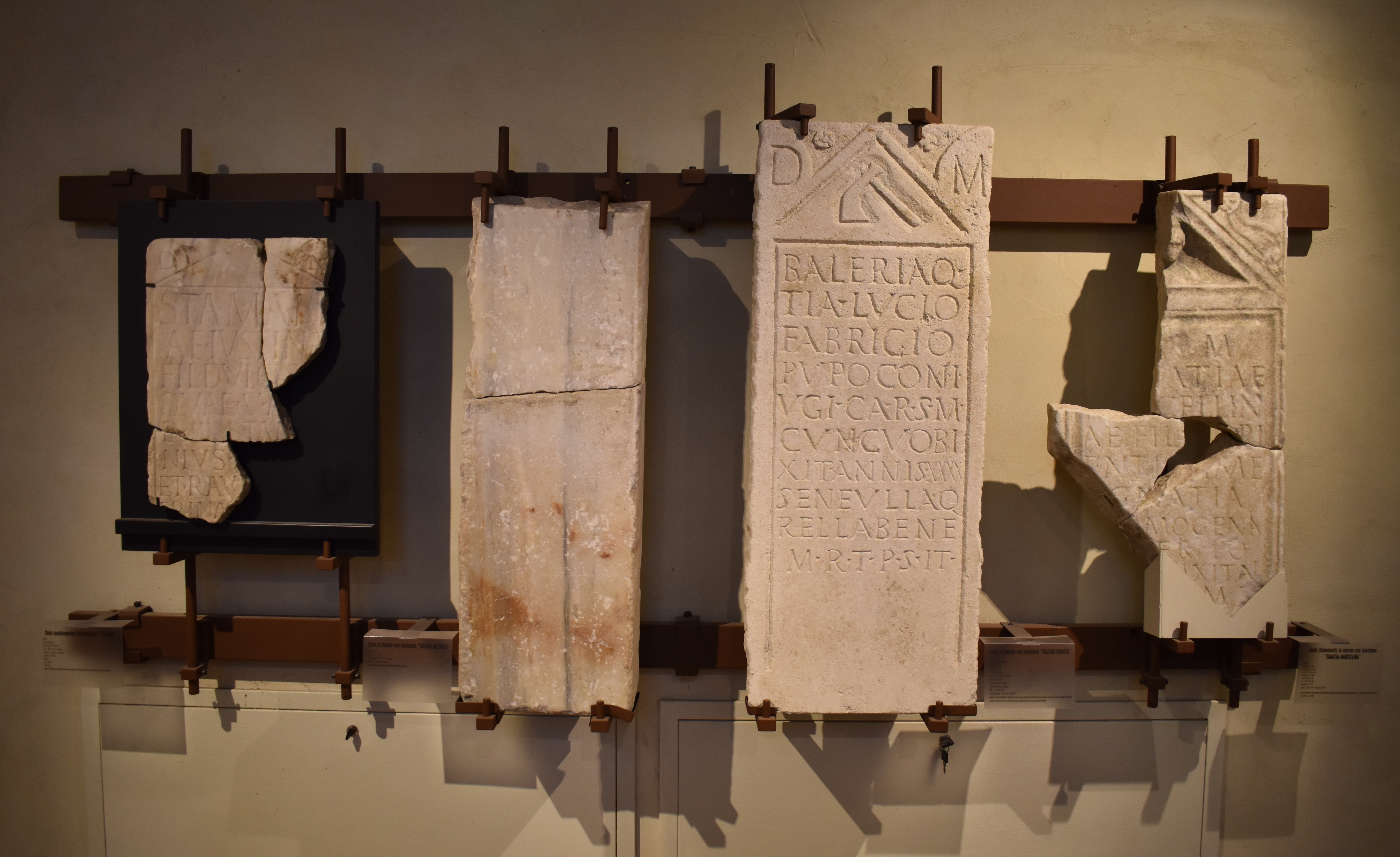
Steli funerarie provenienti dalla necropoli romana di Voghenza

Questa sezione è la più ricca del museo e si divide in due areeː al centro della reggia, sotto il salone delle Bifore vi è la sezione archeologica riguardante i ritrovamenti presso Voghiera. Vi sono esposte le sessantasette tombe riportate dalla necropoli romana risalenti dal I al III secolo e della necropoli bizantina risalenti al VI-VII secolo entrambi provenienti dalla zona di Voghiera. Nel soppalco della sala vicina alla torre d'ingresso raccoglie i reperti provenienti dalla zona di Voghenza. Vi è collocato anche il sarcofago di Claudia Januaria, liberta della famiglia imperiale di Giulio-Claudia risalente al I secolo e un oggetto in onice perfettamente conservato di pregiata fattura.

La sezione venne nel marzo 2015 ampliata da reperti provenienti dal Fondo Tesoro di proprietà dello Stato con la presenza del Ministro dei Beni Culturali, onorevole Dario Franceschini. Le vetrine espongono oggetti d'uso domestico come aghi in osso, lucerne, monete, bottiglie di vetro, anelli, orecchini, pendenti e una collana, assommando in più di 900 reperti suddivisi in un preciso ordine espositivo:
- Esposizione di materiali etruschi provenienti dal consorzio agrario
- Quadro topografico con i materiali di epoca romana provenienti dal territorio
- La villa di età imperiale del Fondo tesoro, organizzata, per quanto possibile e i dati lo consentivano, per ambienti e, quindi, per tipologie
- La ricostruzione della necropoli di Voghenza, con le tombe disposte secondo un criterio cronologico e, nei due casi possibili, accorpate in base ai recinti: le stele relative sono esposte nella parete antistante
- La necropoli alto medievale rinvenuta nel Fondo Tesoro al di sopra della villa.[12]

### Sezione rinascimentale
Questa sezione riporta il visitatore negli ambienti che erano della famiglia egemone. A testimonianza dello sfarzo rimane solo la Sala della Vigna o delle Vigne, riccamente affrescata. La sala rettangolare venne così chiamata per la decorazione del soffitto a grappoli d'uva bianca e nera (ora non più presente), che rappresenta un grande pergolato. Sulle pareti laterali gruppi di cariatidi dividono gli spazi su paesaggi lussureggianti, dando all'osservatore la sensazione di trovarsi in uno spazio esterno. Questa sala venne affrescata nel 1537 da Girolamo da Carpi con l'ausilio di Benvenuto Tisi da Garofalo e dei fratelli Battista e Dosso Dossi. Nella sala vi è esposta una raccolta di ceramiche ferraresi risalenti dal XIV al XVII secolo, opera di artigiani locali e rinvenute con altri materiali provenienti da una fossa di butto presente nei giardini. Vi è un plastico della Reggia all'epoca estense, eseguito dal locale Museo del modellismo storico. Nella sala trovano spazio anche mostre temporanee nonché la possibilità di eseguire conferenze.

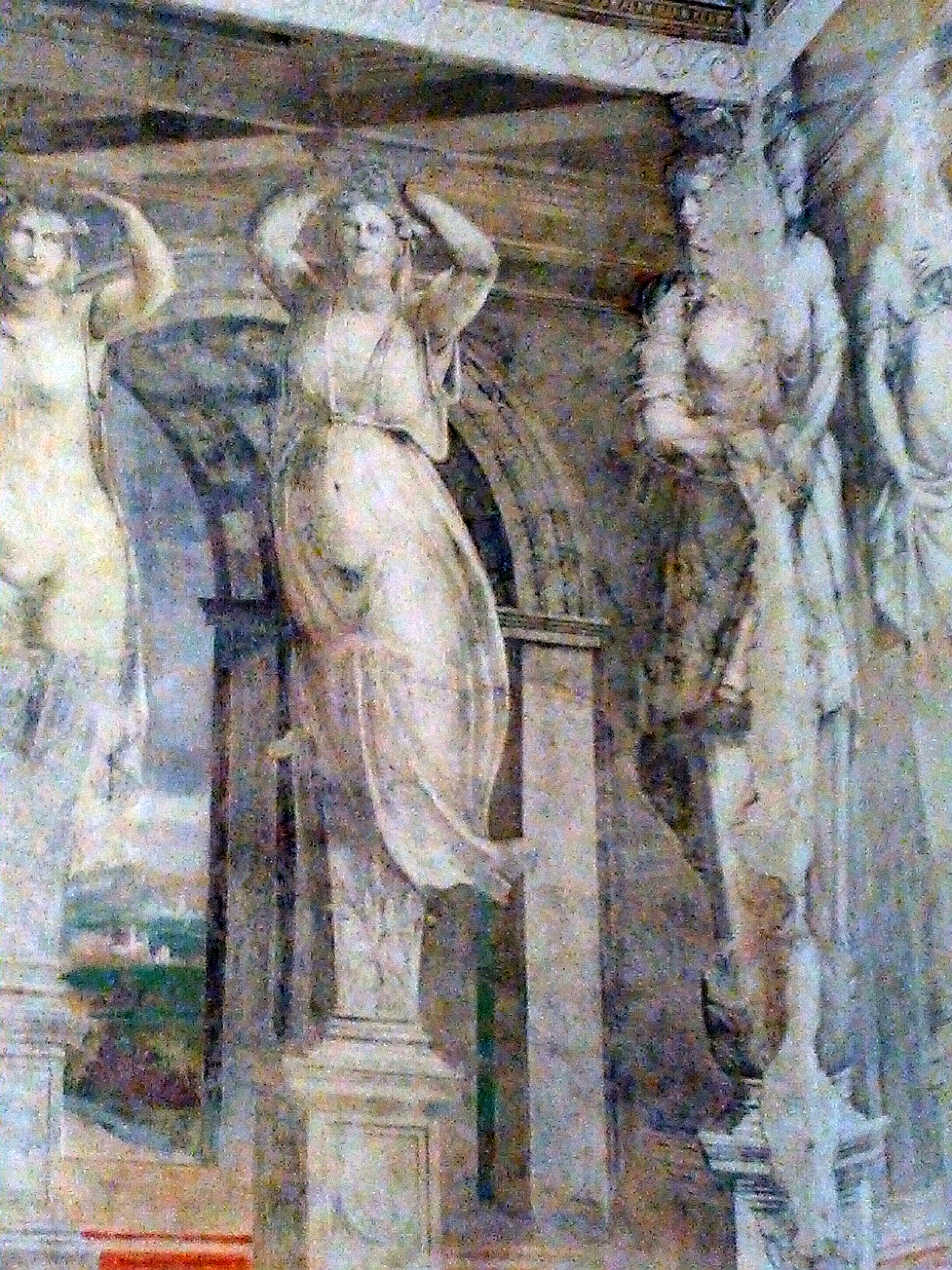
Sala della Vigna, Cariatidi (1537)

### Sezione di arte moderna
Nella sala ubicata al primo piano del Torrione, vi è la Sala Giuseppe Virgili, dedicata allo scultore nato a Voghiera nel 1864 e al quale il paese ha dedicato la Sala ad inizio degli anni Novanta. Insegnante di plastica per un quarantennio all'Istituto d'Arte Dosso Dossi a Ferrara, nella Sala è esposta, tra altre opere in terracotta, gessi ed alcuni disegni, la terracotta della Ballerina, la cui versione in bronzo fu posta all'Accademia Nazionale di Danza di Roma, all'epoca diretta da Jia Ruskaja, a seguito della vittoria di Virgili al concorso del 1950 sul tema della Danza indetto dal Ministero della Pubblica Istruzione, battendo avversari quali Fazzini, Greco e Minguzzi. Le opere esposte sono frutto della donazione fatta dagli eredi, i figli Francesco e Annamaria: a queste opere sono da aggiungere quattro grandi statue date in locazione dal GAMC di Ferrara e donazioni da parte di privati.
Sempre nel Torrione, la Sala al secondo piano, precedentemente dedicata alle mostre artistiche temporanee ospita dal dicembre 2016 la Pinacoteca Ottorino Bacilieri, dedicata all'ex assessore alla cultura e vicesindaco fino al 2014, scomparso nel 2015 e fautore della creazione del polo museale del Museo civico di Belriguardo. La sala ospita la gran parte delle opere, mentre altre sono poste in diversi ambienti del Museo.
Tra gli artisti di cui sono esposte opere, vi sono: Leo Artioli, Rosamaria Benini, Giuseppe Bergomi, Nedda Bonini, Mimì Buzzacchi Quilici, Daniele e Gianni Cestari, Lino Costa, Rossana Covi, Giorgio De Vincenzi, Alfredo Filippini, Giancarlo Gavelli, Gianfranco Goberti, Mirella Guidetti Giacomelli, Luigi Marcon, Mario Marzocchi, Ruggero Mazza, Giuseppe Mazzei, Antonio Mingozzi, Impero Nigiani, Gabrie Pittarello, Franco Floriano Salani, Carlo Salomoni, Andrea Samaritani, Lucio Scardino, Antonio P. Torresi, Giuliano Trombini, Gabriele Turola, Paolo Volta, Nino Zagni e pittori ferraresi anonimi del XVIII secolo.

### Archeologia industriale
Nella sala che ospitava la sezione archeologica fino allo spostamento nel corpo centrale, resta la collezione della Sezione archeologia industriale con la mostra permanente delle Piccole metallurgie ferraresi, inaugurata nel dicembre 2014 con circa 150 oggetti della collezione di Alberto Cavallaroni: sono esposte lampade, lanterne, fanali, fornelli e caffettiere realizzate da ditte ferraresi tra fine Ottocento a metà Novecento, tra cui Aquilas, Orso, Stella, Simerac e Radius, oggetti ricercati da collezionisti anche al di fuori dell'Italia grazie alla loro qualità.

### Servizi didattici
Il museo comprende spazi dedicati alla didattica con attività di servizio alle scuole ed è aperto ogni giovedì, venerdì, sabato domenica dalle 9.30 alle 12 e dalle 15.30 alle 19.00 con un costo del biglietto di 5 euro, ridotto a 2 euro per scolaresche, ragazzi fino a 18 anni, studenti, insegnanti, giornalisti con patentino e diversamente abili. Nei restanti giorni della settimana, è possibile prenotare su appuntamento sia laboratori didattici che visite guidate per gruppi.